# Konrad Zenda
Konrad Zenda, deutsch Sende (* 7. Februar 1900 in Hoyerswerda; † 25. September 1958 ebenda) war ein sorbisch-deutscher Bildhauer.

## Leben und Werk
Zenda (damals noch Sende) besuchte ab 1915 die Kunstgewerbeschule Dresden, wo er dann bis 1918 bei Albert Starke Bildhauerei studierte. 1918 nahm er als Soldat am Ersten Weltkrieg teil. Von 1919 bis 1920 arbeitete er als Bildhauergehilfe in der Kunst- und Glockengießerei Lauchhammer. Danach war er in Dresden freischaffend tätig, in der Zeit des Nationalsozialismus obligatorisch als Mitglied der Reichskammer der bildenden Künste. Im Dresdener Adressbuch findet sich Sende mit der Adresse Rosenstraße 39 von 1931 bis 1935 als Bildhauergehilfe, ab 1936 als Akademischer Bildhauer. Bei den Luftangriffen auf Dresden wurde 1945 seine Wohnung zerstört.
Nach der Teilnahme am Zweiten Weltkrieg lebte Zenda wieder in Dresden und wurde er Mitglied des Verbands Bildender Künstler der DDR. Im Kreis der sorbischen bildenden Künstler war er der einzige Bildhauer.
Zenda war mit der Schmuckgestalterin Marion Sende verheiratet.

## Fotografische Darstellung Zendas
- Kurt Heine (1906–1986): Konrad Sende, Bildhauer (um 1950)[1]

## Werke (Auswahl)

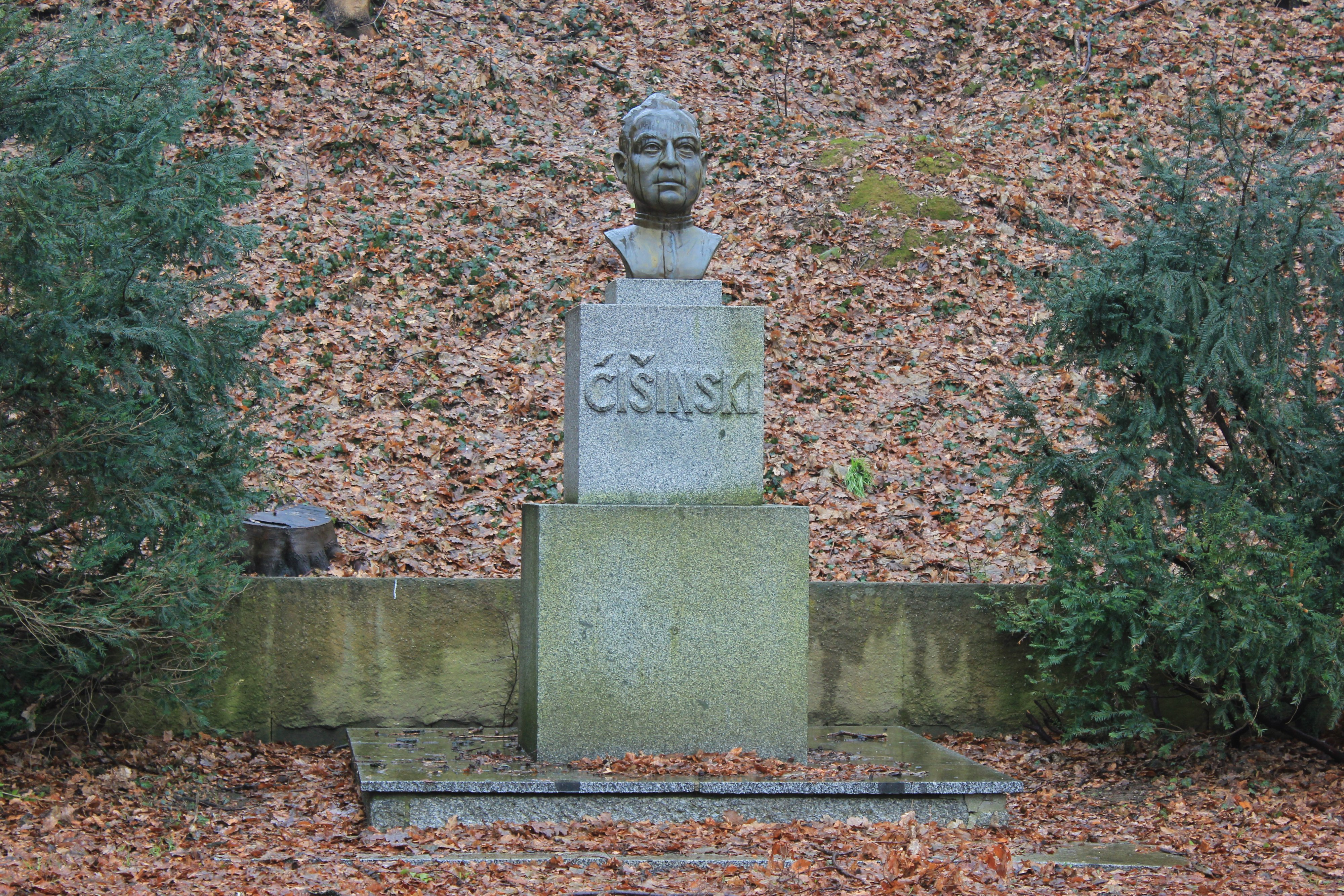
Porträtbüste Jakub Bart-Ćišinskis in Panschwitz-Kuckau

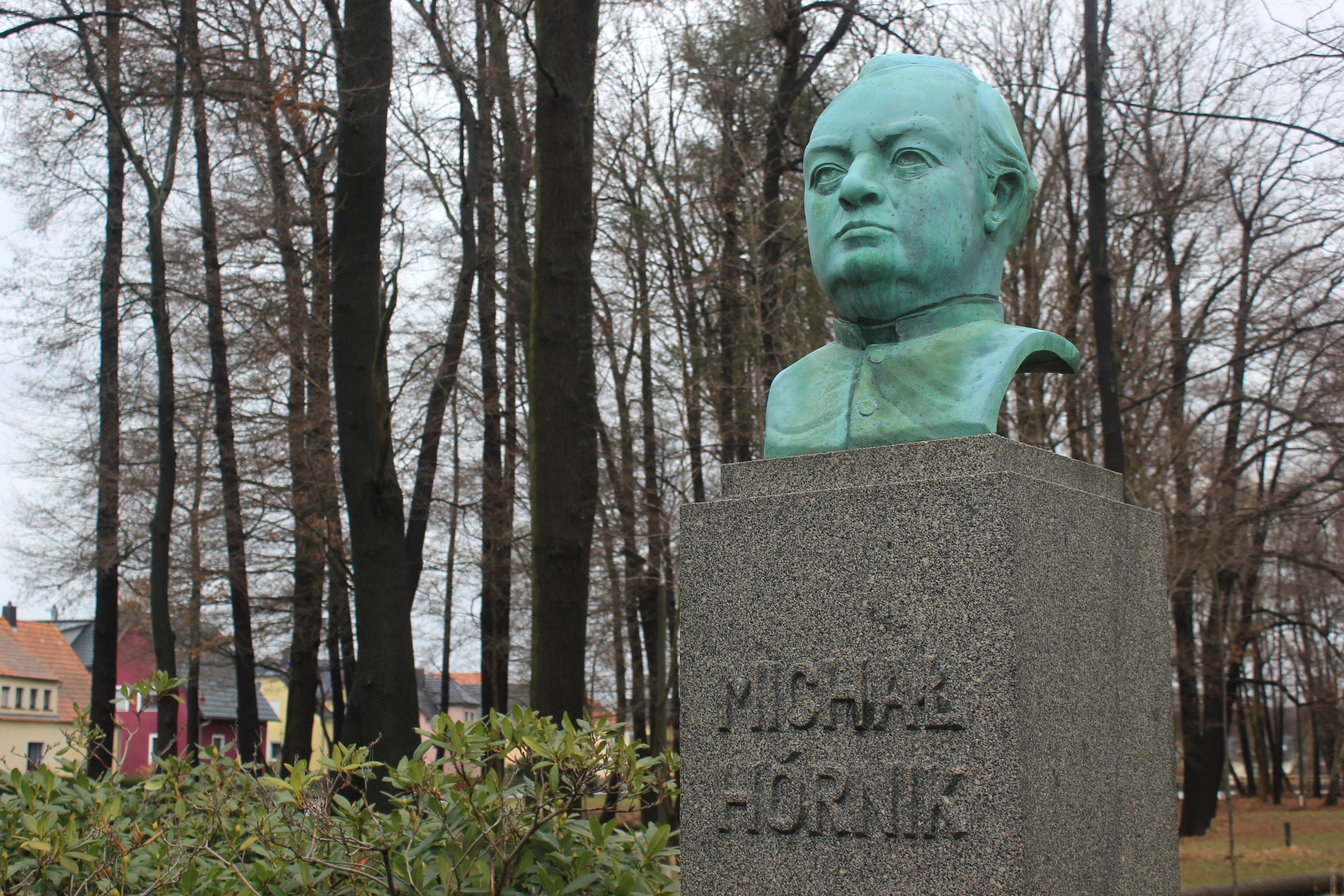
Hórnik-Denkmal in Räckelwitz

### Statuetten
- Bergmann (1950; Sorbisches Kulturarchiv Bautzen)[2]
- Sorbischer Tanz (Sorbisches Kulturarchiv Bautzen)[3]
- Arbeiter (1950; Sorbisches Kulturarchiv Bautzen)[4]
- Stehend Frau (Bronze, 1950; Zenda zugeschrieben)[5]

### Porträtbüsten
- Handrij Zejler (Bronze, 1948)[6]
- Jakub Bart-Ćišinski (1949; Panschwitz-Kuckau, Lippepark)
- Michał Hórnik (um 1955/1956, als Denkmal in Räckelwitz)
- Jurij Winar, sorbischer Nationalpreisträger (Eisen, 1952)[7]

## Ausstellungen (mutmaßlich unvollständig)
- 1931 und 1932: Dresden, 5. bzw. 6. Ausstellung des Deutschen Künstlerbunds
- 1933: Dresden („Gemeinsame Ausstellung 3 Künstlergruppen. Künstlervereinigung, Deutscher Künstlerverband, Dresdner Sezession“)
- 1936: Dresden, Brühlsche Terrasse und Städtische Kunsthalle („Kunstausstellung Dresden“)

- 1948: Bautzen, Stadt- und Provinzialmuseum (Ausstellung Sorbischer Künstler)[8]
- 1950: Dresden, Ausstellung sorbischer Künstler
- 1950: Dresden, Kunsthandlung Rudolf Richter (Einzelausstellung mit Rosso H. Majores)

### Postum
- 1985: Dresden, Albertinum („Bekenntnis und Verpflichtung“)